# 1887 год в музыке

## События
- 5 февраля — в театре Ла Скала прошла премьера оперы «Отелло» Верди
- Торакусу Ямаха сконструировал свой первый язычковый орган и начал принимать заказы на их изготовление, 12 октября он основал компанию, производителя фортепиано и язычковых органов[1]
- Был написан Национальный гимн Республики Колумбия[2]

## Классическая музыка
- Франк Сезар — Прелюдия, ария и финал
- Антон Брукнер — Симфония № 8
- Иоганнес Брамс — Концерт для скрипки, виолончели и оркестра ля-минор, опус 102
- Исаак Альбенис — сонаты для фортепиано 3, 4, 5; Фантастический концерт, опус 78
- Гюстав Шарпантье — кантата «Дидона»
- Антонин Дворжак — квинтет для фортепиано № 2 ля-мажор, опус 81
- Роберт Фукс — Симфония № 2 ми-бемоль мажор, опус 45
- Эдвард Григ — Соната для скрипки и фортепиано № 3 до-минор, опус 45
- Асгер Хамерик — Реквием
- Сергей Ляпунов — Симфония № 1 си-минор, опус 12
- Жозе Виана да Мотта — Концерт для фортепиано ля-мажор
- Ханс Пфицнер — скерцо до-минор
- Йозеф Райнбергер — соната для органа № 11 ре-минор, опус 148; сюита для органа, скрипки и виолончели, опус 149
- Чарльз Вильерс Стэнфорд — Симфония № 3 фа-минор «Ирландская», опус 28
- Рихард Штраус — скрипичная соната ми-бемоль, опус 18
- Хуго Вольф — «Итальянская серенада» для струнного квартета

## Опера
- Жюль Массне — «Вертер»
- Артур Салливан — «Раддигор»
- Пётр Чайковский — «Чародейка»
- Иоганн Штраус — «Симплициус»
- Эмманюэль Шабрие — «Король поневоле»
- Джузеппе Верди — «Отелло»

## Родились

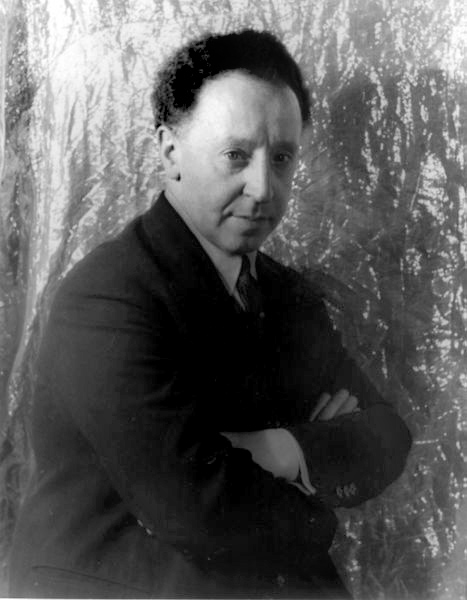
Артур Рубинштейн

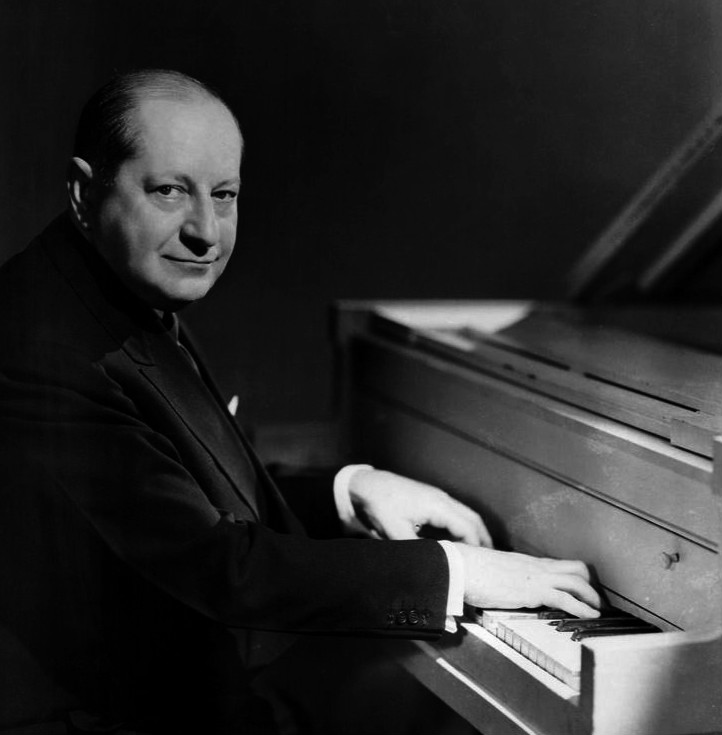
Зигмунд Ромберг

- 23 января — Перси Уэнрич[англ.] (ум. 1952) — американский композитор
- 28 января — Артур Рубинштейн (ум. 1982) — польский и американский пианист
- 3 февраля — Карло Якино[итал.] (ум. 1971) — итальянский композитор и педагог
- 7 февраля — Юби Блейк[англ.] (ум. 1983) — американский пианист, поэт-песенник и композитор
- 23 февраля — Оскар Линдберг (ум. 1955) — шведский композитор и музыкальный педагог
- 3 марта — Харт Уэнд[англ.] (ум. 1960) — американский скрипач и бэндлидер
- 4 марта — Вайолет Макмиллан (ум. 1953) — американская актриса кино и театра, исполнительница водевилей
- 5 марта — Эйтор Вилла-Лобос (ум. 1959) — бразильский композитор
- 7 марта — Хейно Эллер (ум. 1970) — эстонский и советский композитор, скрипач и педагог
- 22 марта — Чико Маркс[англ.] (ум. 1961) — американский комедиант, музыкант и актёр
- 23 марта — Антони ван Хобокен (ум. 1983) — нидерландский музыковед, составитель полного каталога произведений Йозефа Гайдна
- 25 марта — Николае Бретан[рум.] (ум. 1968) — румынский композитор, оперный певец (баритон), дирижёр и музыкальный критик
- 31 марта — Хосе Мария Усандисага[исп.] (ум. 1915) — испанский композитор и пианист
- 10 апреля — Хайнц Тиссен (ум. 1971) — немецкий композитор, музыкальный педагог и дирижёр
- 12 мая — Берта Льюис[англ.] (ум. 1931) — британская оперная певица (контральто) и актриса
- 2 июня — Ховард Джонсон[англ.] (ум. 1941) — американский поэт-песенник
- 25 июня — Джордж Эбботт (ум. 1995) — американский режиссёр, драматург и продюсер
- 2 июля — Марсель Табюто (ум. 1966) — французский и американский гобоист
- 3 июня — Эмиль Аксман[чеш.] (ум. 1949) — чешский композитор, публицист и фольклорист
- 29 июля — Зигмунд Ромберг (ум. 1951) — американский композитор венгерского происхождения
- 25 августа — Фартейн Вален (ум. 1952) — норвежский композитор и органист
- 12 сентября — Джордже Джорджеску (ум. 1964) — румынский дирижёр, виолончелист и педагог
- 14 сентября — Павел Коханьский (ум. 1934) — польский скрипач, композитор, аранжировщик и дирижёр
- 16 сентября — Надя Буланже (ум. 1979) — французский композитор, музыкальный педагог, дирижёр и пианистка
- 19 сентября — Росита Марстини[фр.] (ум. 1948) — французская танцовщица и актриса
- 6 октября — Мария Ерица (ум. 1982) — австрийская и американская оперная певица (сопрано)
- 11 октября — Оскар Шоу[англ.] (ум. 1967) — американский актёр и певец
- 1 ноября — Макс Трапп (ум. 1971) — немецкий композитор и педагог
- 5 ноября — Пауль Витгенштейн (ум. 1961) — австрийский и американский пианист и педагог
- 6 декабря — Джозеф Лэмб (ум. 1960) — американский композитор
- 7 декабря — Эрнст Тох (ум. 1964) — американский композитор и педагог австрийского происхождения
- 8 декабря — Висенте Эмилио Сохо[исп.] (ум. 1974) — венесуэльский музыковед и композитор
- 12 декабря — Курт Аттерберг (ум. 1974) — шведский композитор, дирижёр и музыкальный критик
- 24 декабря — Лукреция Бори[исп.] (ум. 1960) — испанская оперная певица (сопрано)
- 27 декабря
  - Бернард ван Дирен (ум. 1936) — нидерландский композитор и музыкальный критик
  - Герти Гитана[англ.] (ум. 1957) — британская певица, танцовщица и артистка эстрады

## Скончались

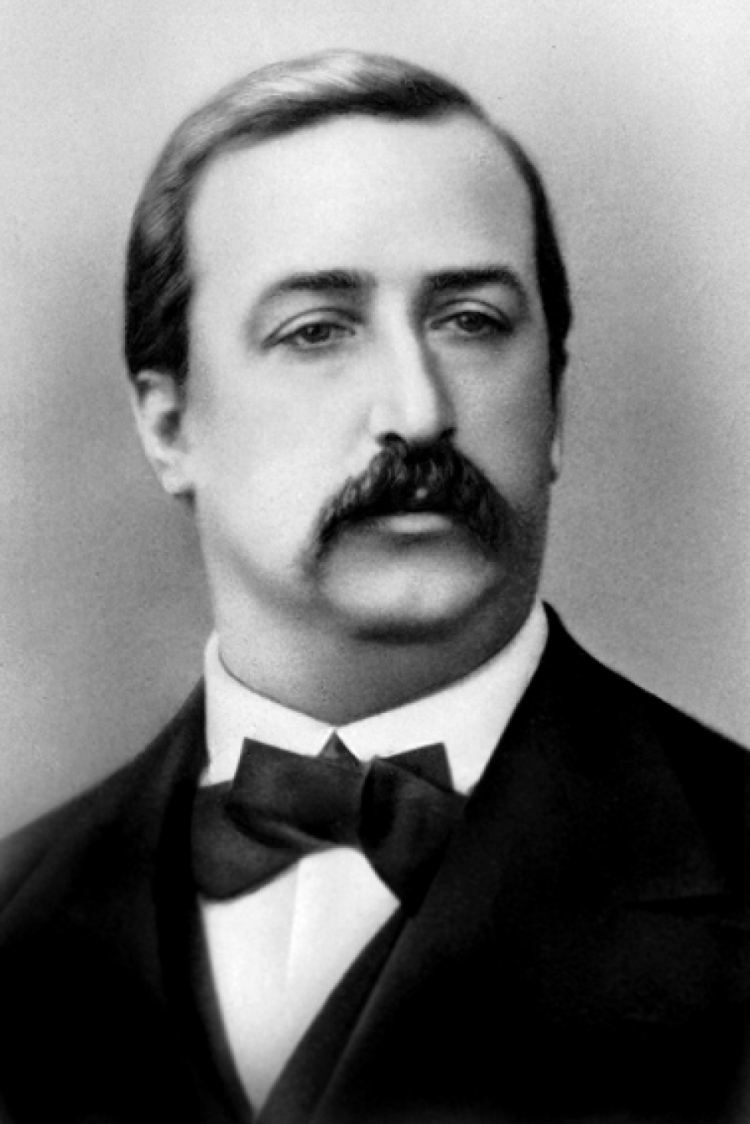
Александр Бородин

- 2 февраля — Георг Унгер[нем.] (49) — немецкий оперный певец (тенор)
- 21 февраля — Джеймс Лоррейн Геддес[англ.] (59) — британский и американский автор песен
- 27 февраля — Александр Бородин (53) — русский композитор
- 2 марта — Вильгельм Трошель[пол.] (63) — польский оперный певец (бас) и композитор
- 23 апреля — Джон Кейриог Хьюз[англ.] (54) — валлийский поэт и собиратель народных напевов
- 12 мая — Франческо Малипьеро[итал.] (63) — итальянский композитор
- 23 мая — Людвиг Матиас Линдеман (74) — норвежский композитор и фольклорист
- 24 июня — Филиппо Филиппи (57) — итальянский музыкальный критик
- 17 июля — Луи-Александр Мерант (58) — французский танцор, педагог и хореограф
- 1 октября — Роберт Стойпел[англ.] (65 или 66) — американский дирижёр и композитор немецкого происхождения
- 18 октября — Маттео Сальви[итал.] (70) — итальянский композитор и театральный режиссёр
- 31 октября — Джордж Александр Макфаррен (74) — британский композитор, музыкальный теоретик и педагог
- 2 ноября — Енни Линд (67) — шведская оперная певица (сопрано)
- 18 ноября — Эдуард Маркссен (81) — немецкий композитор, пианист и музыкальный педагог
- 2 декабря — Томас Филандер Райдер[англ.] (51) — американский композитор, органист, педагог, дирижёр и конструктор органов
- 5 декабря — Элиза Сноу[англ.] (83) — американская поэтесса, автор гимнов